# Georg Appell
Georg Appell (* 24. September 1901 in Gotha; † 11. August 1970) war ein deutscher Politiker (DDP/SPD/SED) und Jurist.

## Leben
Appell wurde in einer Gothaer Arbeiterfamilie geboren. Sein Vater war Lokomotivführer. Nach dem Besuch der Volksschule und anschließend einer weiterführenden Lehranstalt nahm er 1922 ein Studium der Rechtswissenschaft auf. In dieser Zeit war er auch Werkstudent in einer Maschinenfabrik. Ab 1927 ging er in den juristischen Vorbereitungsdienst, den er an mehreren Gerichten absolvierte. 1928 wurde er zum Doktor der Rechtswissenschaft promoviert und war ab 1931 Assessor in der Steuer- und Finanzverwaltung von Schmalkalden.
Appell trat 1919 der Deutschen Demokratischen Partei (DDP) bei und war ab 1921 in der Zeit des Bestehens der Republik Vorsitzender der Thüringer Jungdemokraten. Auch im DDP-Landesvorstand Thüringen und im Reichsparteiausschuss wirkte er mit. Ab 1926 war er in Jena Vorsitzender des Reichsbanners Schwarz-Rot-Gold, einige Jahre darauf wurde er Mitglied im Gauvorstand Thüringen. Weil unter seinen Mandanten Kommunisten waren, entzogen die NS-Machthaber ihm 1933 die Approbation als Rechtsanwalt. In den folgenden Jahren arbeitete er als Wirtschaftsanwalt und schlug sich mit Gelegenheitsarbeiten durch. Während des Zweiten Weltkrieges wurde er leitender Mitarbeiter einer Leipziger Metallfabrik.
Nach Kriegsende kehrte er im Juni 1945 nach Thüringen zurück, trat dem Bund demokratischer Sozialisten (BdS) bei und danach der SPD. In dieser Zeit war er im Kabinett Brill Landesdirektor für Verkehr, danach im Kabinett Paul Minister des Landes Thüringen für Wirtschaft. Nach seiner Übernahme in die SED war er 1947 als Minister für Arbeit und Sozialordnung tätig. 1948 gehörte er zu den Mitgliedern des Ersten Deutschen Volksrates. Im Juni 1949 trat er auf Drängen der Sowjetischen Militäradministration in Thüringen (SMATh) und der zentralen SED-Führung von seinem Ministeramt zurück, weil er sich der Parteilinie nicht unterordnete. Danach war er als Justitiar in großen Betrieben und als Rechtsanwalt tätig. Im September 1966 wurde er als Bezirksdirektor der Filiale Erfurt der Deutschen Investitionsbank mit dem Vaterländischen Verdienstorden in Bronze ausgezeichnet.
Einen Teil seines Nachlasses übernahm das Eisenacher Stadtarchiv.